# Нью-Вейверлі (Техас)
Нью-Вейверлі (англ. New Waverly) — місто (англ. city) в США, в окрузі Вокер штату Техас. Населення — 914 особи (2020).

## Географія
Нью-Вейверлі розташований за координатами 30°32′16″ пн. ш. 95°28′57″ зх. д. / 30.53778° пн. ш. 95.48250° зх. д. (30.537828, -95.482470).  За даними Бюро перепису населення США в 2010 році місто мало площу 5,76 км², з яких 5,72 км² — суходіл та 0,04 км² — водойми.

## Демографія
Згідно з переписом 2010 року, у місті мешкали 1032 особи в 385 домогосподарствах у складі 263 родин. Густота населення становила 179 осіб/км².  Було 420 помешкань (73/км²).
Расовий склад населення:
| - 63,7 % — білих - 28,3 % — чорних або афроамериканців - 0,6 % — корінних американців - 0,5 % — азіатів - 0,1 % — вихідців з тихоокеанських островів - 4,9 % — осіб інших рас |

До двох чи більше рас належало 1,9 %. Частка іспаномовних становила 10,8 % від усіх жителів.
За віковим діапазоном населення розподілялося таким чином: 29,7 % — особи молодші 18 років, 58,1 % — особи у віці 18—64 років, 12,2 % — особи у віці 65 років та старші. Медіана віку мешканця становила 34,6 року. На 100 осіб жіночої статі у місті припадало 95,8 чоловіків;  на 100 жінок у віці від 18 років та старших — 86,6 чоловіків також старших 18 років.
Середній дохід на одне домашнє господарство  становив 39 220 доларів США (медіана — 24 375), а середній дохід на одну сім'ю — 43 888 доларів (медіана — 27 500). За межею бідності перебувало 42,5 % осіб, у тому числі 60,1 % дітей у віці до 18 років та 11,4 % осіб у віці 65 років та старших.
Цивільне працевлаштоване населення становило 445 осіб. Основні галузі зайнятості: освіта, охорона здоров'я та соціальна допомога — 31,5 %, роздрібна торгівля — 13,7 %, публічна адміністрація — 9,2 %, будівництво — 8,5 %.